# Block 5A

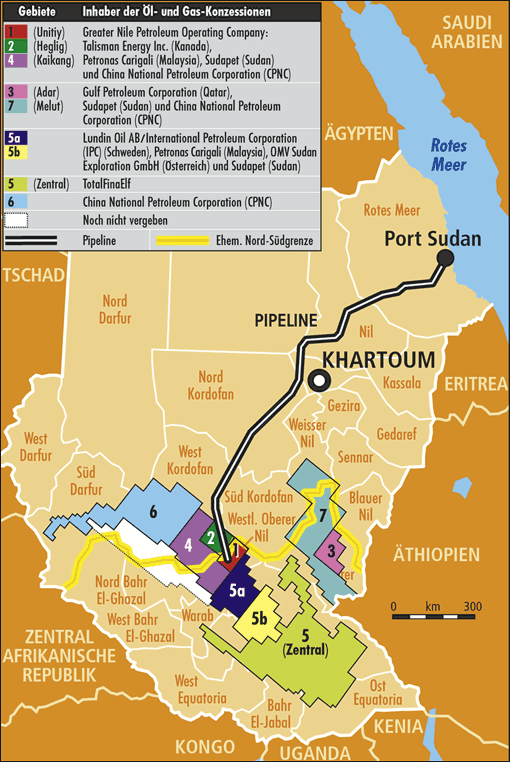
Karte der Ölkonzesionen in Südsudan

Block 5A ist eine Erdöl-Konzession in Südsudan. Das Gebiet liegt direkt an der Grenze von Sudan und Südsudan und war lange Zeit heftig umkämpft.

## Geographie
Die Konzession Block 5A umfasst den zentralen Teil des Bundesstaates Unity im Westen des Weißen Nils und erstreckt sich im Westen bis in den Bundesstaat Warrap und östlich bis in den Bundesstaat Jonglei, östlich des Nils.
Block 5A ist Teil einer großen, fruchtbaren Schwemmlandebene, die von Flüssen aus dem Kongo, Uganda, Kenia und Äthiopien gespeist wird.
In der Trockenzeit dörrt das Land aus. Die Einwohner, die hauptsächlich von Weidewirtschaft leben, ziehen mit ihren Herden entlang der Flüsse zu den Weidegebieten. In der Regenzeit sind die tiefliegenden Gebiete überflutet und die Hirten ziehen in höherliegende Gebiete.
Die Region wird bewohnt von Nuer der Sippen der Thiang, Bul, Leek, Jagei, Westlichen Jikany und Dok.
Die Stadt Leer, im Gebiet der Dok Nuer, nimmt in der Region eine Schlüsselposition ein.
Östlich des Nils im südlichen Teil von Zeraf Island liegt Block 5a.
Geologisch gehören die ölführenden Schichten zum Muglad Basin, welches sich von Südsudan nach Norden in den Sudan zieht.
Das Tharjiath field in Block 5A erstreckt sich über eine Fläche von 54 km².
Man schätzt die Öl-Reserven in diesem Bereich auf 250 Mio. Barrel.
Das Mala field in dem 2007 die Produktion begann, lieferte anfangs 10.000 Barrel/Tag und konnte die Produktion bereits 2008 auf 20.000 Barrel/T steigern.
Für Mala werden 44 Mio. Barrel Reserven geschätzt.
Weitere Ölfunde wurden in Jarayan field gemacht.

## Geschichte
Nachdem der Ausbau des Ölfelds während des Zweiten Sudanesischen Bürgerkrieges begonnen hatte, war Block 5A Schauplatz von heftigen Kämpfen, als rivalisierende Milizen versuchten, die Kontrolle zu gewinnen. Die Ölproduktion begann 2006.
Von ursprünglich 240.000 Einwohnern wurden geschätzt 12.000 getötet oder starben an Hunger und 160.000 wurden gewaltsam vertrieben.
Außerdem gibt es Hinweise darauf, dass die wertvollen Feuchtgebiete entlang des Nils unter Verschmutzung leiden. Europäische Erdölfirmen wurden beschuldigt, an den Vertreibungen der Bevölkerung (clearances) Mitschuld zu tragen.

### Machtkämpfe
Der Sudan war seit den Jahren nach der Unabhängigwerdung 1956 fast unablässig im Kriegszustand, ausgenommen eine temporäre Waffenruhe zwischen 1972 und 1983.
Im März 1986 eroberte die Sudan People’s Liberation Movement/Army (SPLM/A) die Stadt Leer von der Regierung und die Stadt entwickelte sich zu einem Hauptsitz von Rebellenkommandant Riek Machar, der auch dort geboren worden war.
Im August 1991 sagte sich Riek Machar vom Hauptarm der SPLM/A unter John Garang los.
Machars Miliz bezeichnete sich zunächst als SPLM/A-Nasir faction (1991–1993) und später als South Sudan Independence Army (SSIA, 1994–1997).
1996 unterzeichnete Riek eine politische Charta und 1997 das Khartoum Peace Agreement mit der Regierung.
Riek wurde zum Commander in Chief der South Sudan Defense Force (SSDF, später Streitkräfte des Südsudan). In dieser Truppe wurden die meisten der Ex-Rebellen untergebracht, die das Khartoum Agreement akzeptiert hatten. Seine Truppen kontrollierten den Block 5A.
Das sumpfige und schwer zugängliche Gebiet hatte für die Regierung in Khartum zunächst keinen strategischen Nutzen. Das änderte sich erst, als die Pipeline von Port Sudan am Roten Meer nach Heglig gebaut wurde.
Die unterirdische Pipeline mit einer Länge von 1540 km eröffnete 1999.
1998 begann die Ölsuche in Block 5A und Paulino Matieps South Sudan Unity Movement (SSUM) begann mit der Vertreibung der Zivilisten. In dieser Zeit entwickelten sich auch Spannungen zwischen Riek Machars SSDF und Paulino Matips SSUM. Beide Gruppen spekulierten auf Belohnungen der Ölfirmen für Sicherheitsdienste.
1998 bis 1999 gerieten die Einheiten von Paulino und Regierungstruppen mehrmals mit Rieks Truppen aneinander im Kampf um die Ölfelder des Unity State.
Peter Gadet führte Paulino Matieps Miliz in einem Zerstörungsfeldzug durch Block 5A Anfang 1999.
Seine Kämpfer zwangen Tito Biel, einen hochrangigen Kommandanten der SSDF, Leer zu evakuieren.
Im April 1999 arbeiteten Tito Biels SSDF-Truppen in Western Upper Nile mit der Sudan People’s Liberation Army (SPLA) in Bahr al-Ghazal zusammen, die Waffen lieferten.
Bei der Ankunft in Yirol Anfang Mai 1999 erklärte Tito formell, dass er zur SPLA übergetreten sei, zusammen mit seinen Offizieren und Männern.
Im September 1999 meuterte Peter Gadet ebenfalls und wechselte zur SPLA. Am 29. September 1999 bombardierte Gadet Matieps Basis in Mayom, woraufhin viele Zivilisten in den Block 5A nach Osten flohen.
Ab September 1999 stimmte sich Tito mehrere Monate lang mit Gadet ab und attackierte verschiedene Ziele im Unity State, die in Beziehung zum Erdölgeschäft standen.
Mit dem Ende des Bürgerkrieges im Januar 2005 ebbten die Kämpfe ab, trotzdem bestehen weiterhin Sicherheitsprobleme.
Nach den Wahlen im April 2010 war Colonel Gatluak Gai aus dem Koch County in Block 5A unzufrieden mit den Ergebnissen und begann eine Rebellion.
Er schloss letztlich im Juli 2011 Frieden mit der SPLA, wurde jedoch drei Tage später getötet.
Am 11. April 2011 veröffentlichte Gatluak Gais Schwiegersohn, Major General Peter Gadet, der nun zur „South Sudan Liberation Army“ gehörte, die „Mayom Declaration“. Darin wandte er sich gegen die „gegenwärtigen korrupten Gangs in Juba“ (current corrupt gangs in Juba) und rief zu einer Regierung des Südsudan auf, die durch eine nationale Übergangsregierung auf breiter Basis gestaltet werden solle.
Gadet begann einen Angriff auf die SPLA im Unity State, wobei mindestens 45 Personen getötet wurden.
Laut Angaben des Militärs waren 20 der Opfer Soldaten der Southern Army.

## Ausbau des Ölfelds und Ölproduktion
Die Chevron Corporation suchte nach Öl in Block 5A und fand 1982 Ölvorkommen in einer Entfernung von etwa vier Gehstunden nordwestlich von Koch.
Die Exploration wurde jedoch aufgegeben, nachdem drei Mitarbeiter im Februar 1984 von Rebellen getötet worden waren.
Nach der Wiederaufnahme der Exploration und ersten Bauarbeiten verpachtete die Regierung des Sudan am 6. Februar 1997 die Block 5A Concession an ein Konsortium von Lundin Oil (Schweden), OMV (Österreich), Petronas (Malaysia) und Sudapet (Sudan).
Lundins Anteile im Umfang von 40.375% wurden von der kanadischen Tochtergesellschaft International Petroleum Corporation (IPC) gehalten.
OMV stimmte einem Kauf von Anteilen in Höhe von 27,5 % im Block 5A Project am 3. Juni 1997 zu. Petronas hatte zu der Zeit schon einen ausstehenden Auftrag über 30 % der Anteile.
2002 tauschten Lundin und Talisman Energy einige ihrer Anlagen, aber die Lundin-Firmenfamilie behielt insgesamt die Kontrolle über die Anlagen in Block 5A.
Block 5A war auch die Hauptanlage von Lundin Oils Nachfolgegesellschaft Lundin Petroleum 2001 bis 2003.
1998 errichtete das Konsortium eine Bohranlage in Ryer, im Territorium der Jagei Nuer, in der Nähe der Hafens Thar Jath am Nil. Im selben Jahr wurde auch eine unbefestigte Straße von Bentiu nach Norden angelegt via Duar und Guk nach Ryer und Thar Jath. Dabei wurde die Arbeit vor allem an hunderte arabische und chinesische Arbeiter vergeben.
Das Konsortium ließ seismologische Untersuchungen durchführen und bis Oktober 2000 wurden mehr als 1485 km Datenaufzeichnungen erstellt.
Die erste Probbohrung im Thar Jath Field wurded on 7. April 1999, expected to reach the Cretaceous Bentiu and Darfur sandstones at a depth of around 3200 m in four to six weeks.
Im Mai 2000 unterbrach Lundin die Arbeiten, nachdem Rebellen die Anlage Thar Jath Rig angegriffen hatten und drei Regierungsarbeiter getötet hatten.
Im März 2001 wurde die Arbeit wieder aufgenommen, nachdem die lokale Bevölkerung mit Gewalt vertrieben worden war. Im Januar 2002 kam es dann erneut zu einem Baustopp.
In einem Report von Lundin heißt es: „im Hinblick auf wachsende Instabilität in dem Gebiet, um maximale Sicherheit für das Personal und die Arbeiten zu gewähren, entschied das Konsortium seismische und Bohr-Aktivitäten in Block 5A als Vorsichtsmaßnahme.“
Im März 2003 sprach Lundin davon, dass es „positive Entwicklungen im Friedensprozess gegeben habe und im Konzessionsgebiet verbesserte Bedingungen“ gäbe und, dass geplant sei, zunächst Infrastrukturarbeiten zu unternehmen „als erster Schritt auf eine eventuelle Wiederaufnahme der Aktivitäten.“
Im Juni 2003 schloss Lundin Petroleum den Verkauf seiner Anteile in Block 5A an Petronas Carigali ab. Die Anteile wurden für USD 142,5 Mio. verkauft.
Im August 2003 erhielt ONGC Videsh (OVL) aus Indien die Erlaubnis die 26.125% Anteile von OMV zu erwerben.
Am 2. September 2003 erwarb OVL die Anteile von OMV in Blocks 5a und 5B für $135 Mio.
2006 begann die White Nile (5B) Petroleum Operating Co die Produktion im Thar Jath Field in Block 5A im Auftrag der Contractors Petronas, ONGC und Sudapet.
Die Firma wurde gemeinsam von Petronas (50%) und Sudapet (50%) betrieben.
Die ursprüngliche Produktionsrate lag bei 40.000 Barrel/Tag, und man erwartete einen Anstieg auf 54.000 Barrel/Tag in 2009, sowie einen Rückläufige Produktion mit 39.000 Barrel/Tag 2011.
Rohöl aus dem Ölfeld wird in einer neuen zentralen Raffinerie bearbeitet und dann durch eine neue Pipeline mit 172 km Länge zu einer Pumpstation in Heglig befördert. Diese Anlagen werden von der Greater Nile Petroleum Operating Company (GNPOC) betrieben und unterhalten.
Von dort wird das Öl durch eine Pipeline der GNPOC 1542 km weit nach Port Sudan am Roten Meer transportiert.
2005 war die geschätzte Investitionssumme für die Arbeiten im Thar Jath Field US$3 11 Mio.
Bei einem angenommenen Brent Price von US$25 pro Barrel bedeutet dies eine Internal Rate of Return von etwas mehr als 22 %.

## Menschenrechtsverletzungen
Bis 1998, später als bei anderen Ölfeldern des Sudan, wurden keine Vertreibungen der ansässigen Bevölkerung durchgeführt, bis das Konsortium unter Führung von Lundin Oil die Erschließung übernahm.
Zu dieser Zeit begann die von der Regierung bezahlte Miliz von Nuer unter Major General Paulino Matiep die Siedlungen im Gebiet von Block 5A anzugreifen, unter anderem auch den Ort Leer. Die Bewohner flohen in die Sümpfe, wo viele an Malaria starben.
Die Regierung in Khartum wollte alle Zivilisten von den Ölanlagen, Straßen und Pipelines entfernen. Riek Machars weniger gewalttätiger Ansatz wurde abgelehnt.
In der Region um das Hauptquartier in Ryer/Tharjiath wurde 1998 die Bevölkerung gezwungen innerhalb kürzester Zeit ihre Siedlungen zu verlassen. Sie durften nur ihre Rinder mitnehmen, die Häuser wurden zerstört.
Zwischen Juni 1997 und November 1998 veranlassten Kämpfe zwischen einzelnen Fraktionen im Gebiet von Nhialdiu etwa 70 % der Bevölkerung nach Bentiu und Mankien zu fliehen.
Anfang 1998 wurden Dörfer um Nhialdiu geplündert und zerstört. Das Gesundheitszentrum in Nhialdiu wurde ebenfalls zerstört.
Im Mai 1998 begann Oxfam ein Nothilfeprogramm um den 25.000 Vertriebenen im Unity State zu helfen.
Im Juni 1998 wurde Duar attackiert. Das Gelände von Ärzte ohne Grenzen wurde abgebrannt und zerstört, genauso wie die Schule und die Verwaltungsgebäude. Paulinos Truppen plünderten auch Vieh-Kraals und töteten die Tiere für ihren eigenen Verzehr. Die Bevölkerung floh, einige auf die Inseln im Nil. Die Truppen brandschatzten 1998 drei Mal das Gebiet um Koch und zerstörten Kirchen, Kliniken, Schulen und Regierungsgebäude. Erneut begaben sich die Bewohner auf die Flucht.
Die sudanesischen Regierungstruppen erreichten Leer im April 1998, aber die Einheiten der SSDF hinderten sie am Betreten der Stadt.
Im Juni, Juli und August attackierten die Milizen von Paulino Matiep Leer, plünderten und zerstörten Häuser und die größeren Gebäude, die Krankenhäuser, NGO-Gelände und Kirchen.
Nach den Attacken berichtete das Welternährungsprogramm der Vereinten Nationen (WFP), Leer sei eine Geisterstadt.
Ein Sprecher des WFP sagte aus: „Im Verlauf der letzten Monate flohen tausende Menschen ohne Nahrung und Eigentum. Sie waren gezwungen sich tagelang in den umliegenden Sümpfen und abgelegenen Dörfern zu verstecken und lebten in ständiger Angst und überlebten nur durch das Essen von Wasserlilien (ein Wildgemüse) und Fisch. Ihre eigenen Dörfer sind abgebrannt worden und ihre Getreidespeicher geplündert.“
Das Amt der Vereinten Nationen für die Koordinierung humanitärer Angelegenheiten erklärte Unity State zum Katastrophengebiet.
Eine militärische Kampagne der Regierung begann Anfang 2002 in Block 5A nachdem ein Helikopter von Lundin abgeschossen worden war.
Zivilisten entlang der Straßen, die zur Ölförderung angelegt wurden, waren das Hauptziel und erneut gab es viele Tote und zahlreiche Menschen waren gezwungen zu fliehen. Trotz einer Waffenstillstandsvereinbarung eröffnete die Regierung im April 2003 eine neue Kampagne. Kurz darauf verkaufte Lundin seine Anteile der Konzession.
Eine Studie mit Daten von Landsat zwischen 1999 und 2004 zeigte deutlich eine einschneidende Veränderung der Landnutzung, welche eng mit den Kampfhandlungen in dem Gebiet zusammenhing. Zwischen 1999 und 2002 endete der Großteil der Landwirtschaft in den Bändern, die sich jeweils 10 km breit entlang der neugebauten Ölstraßen erstreckten. Traditionelle landwirtschaftliche Gebiet wurden aufgegeben und es gab eine Verabschiedung nach Süden und Westen. 2002 gab es keine Zeichen von landwirtschaftlichen Aktivität rund um Nhialdiu, wo über die letzten drei Jahre zahlreiche Angriffe auf Dörfer ausgeführt wurden.
Berichte über Angriffe durch Regierungstruppen in der Zeit von Januar bis April 2002 in Western Upper Nile (Unity State) sprachen davon, dass Antonow-Bomber, Helikopter, Kanonenboote, berittene Einheiten und Milizen beteiligt gewesen seien. Viele Zivilisten wurden getötet.
Die International Crisis Group berichtete am 10. Februar 2003 von einer erneuten Kampagne, mit dem Ziel, die Straße südlich von Bentiu bis zum Hafen von Adok am Nil zu entvölkern.
Sie berichtete, dass „Die Offensive vom späten Dezember bis Anfang Februar eine Fortführung der Langzeitstrategie der Regierung sei, die ölreichen Gebiete zu Entvölkern durch unspezifische Attacken auf die Zivilbevölkerung, um Platz zu schaffen für weiteren Ausbau der Infrastruktur. Augenzeugenberichte bestätigen, dass die Taktik auch Entführungen von Frauen und Kindern, Gruppenvergewaltigungen, Bodenangriffe mit Unterstützung von Helikoptern, Zerstörung von Humanitären Anlagen und Niederbrennen von Dörfern beinhaltet“.

## Umweltschäden
Auswertungen von Landsat-Daten 2006 zeigten, dass die festen Straßen, die als Zufahrten zu den Ölanlagen gebaut wurden, die Entwässerungswege der Sümpfe zerstört haben. Daraus resultierten Überschwemmungen. Außerdem kam es offenbar zu Ölaustritten, unter anderem am 8. November 2004 im Thar Jath Oil Field.
Im März 2008 wurde berichtet, dass Kinder in Koch durch den Genuss von verschmutztem Wasser gestorben seien und örtliche Behörden meldeten, dass mehr als 1.000 Personen an unbekannten Krankheiten litten.
Salzwasser wird in großem Umfang im Umkreis der Ölfelder in den Untergrund gepumpt um den Druck der Ölreservoirs aufrechtzuerhalten, wodurch teilweise das Trinkwasser verschmutzt wird. Giftige Abfälle wurden auch einfach in Gruben der trockengefallenen Sümpfe entsorgt und in der Regenzeit vergifteten diese ganze Teil der Sümpfe.
Im November 2009 berichtete die deutsche NGO Sign of Hope, dass im Dorf Rier, in der Nähe der Thar Jath Central Processing Facility, Hohe Konzentrationen giftiger Salze und Substanzen wie Cyanide, Blei, Nickel, Cadmium und Arsen gemessen wurden.
Die Verschmutzung beeinträchtigte auch die Feuchtgebiete des Sudd, ein nach der Ramsar-Konvention international geschütztes Gebiet.

## Kontroversen
Ein Bericht von Human Rights Watch von 2003 stellte fest, dass Lundin und andere Ölfirmen geflissentlich die gewalttätigen Methoden der Sudanesischen Regierung geduldet hatten.
Human Rights Watch „glaubte, dass die Firmen in den beiden Öl-Konsortien während der Periode von 1998-2002, welche in diesem Report abgedeckt wird, Talisman Energy (Blocks 1, 2 und 4) und Lundin Petroleum (Block 5A), und ihre Partner CNPC, Petronas und OMV Nutzen aus den andauernden Menschenrechtsverletzungen der Regierung gezogen haben.“
Dieser Bericht führte zu einem Aufschrei in Schweden und Lundin verkaufte seine Konzession an Petronas.
Im Jahresbericht 2006 betont Lundin, dass die Firma sich strikt an internationale Normen der Menschenrechte halte, und dass sie ein Community Development and Humanitarian Assistance Program eingeführt hätten um den Gemeinschaften vor Ort den Zugang zu Trinkwasser, Gesundheitseinrichtungen und Bildung zu bieten.
Talisman Energy, eine kanadische Firma, war bereits 2000 durch einen kritischen Bericht an die kanadische Regierung gewarnt worden, auch wenn sie damals eine Mitwisserschaft über Menschenrechtsverletzungen verneinte.
Im Oktober 2002 kündigte Talisman an, seine Anteile im Sudan an ONGC Videsh zu verkaufen.
Der Präsident von Talisman sagte: „Anteilseigner sagten mir, sie seien es müde, andauernd Ereignisse im Sudan überwachen und analysieren zu müssen“.
OMV schloss den Vertrag, seine Anteile an ONGC zu verkaufen letztlich im Mai 2004 ab, und datierte diesen zurück auf den 1. Januar 2003.
Im Juni 2010 kündigte ein schwedischer Staatsanwalt an, dass eine Untersuchung eröffnet worden sei, ob schwedische Angestellte von Lundin Gesetze gebrochen hätten. Die Untersuchung wurde durch einen Bericht vom 8. Juni 2010 ausgelöst, welchen die European Coalition on Oil in the Sudan, eine NGO aus den Niederlanden veröffentlicht hatte.
Der Bericht behauptet, dass Lundins Entscheidung Block 5A zu explorieren und dann Öl zu fördern, der Auslöser für den Krieg in dem Gebiet gewesen sei. Der Bericht bekräftigt, dass Lundin Material bereitstellte, welches für den Krieg genutzt wurde und mit den militärischen Einheiten zusammenarbeitete, welche für zahlreiche der Kriegsverbrechen verantwortlich waren.
Lundin verneinte die Anschuldigungen.
Die Untersuchung ist besonders politisch, weil Carl Bildt, der schwedische Außenminister, ein Mitglied des Aufsichtsrats war, in den Jahren, in denen die angeblichen Missbräuche sich ereigneten.
OMV, welche zu 31 % dem Staat Österreich gehört, wurde in dem Bericht ebenfalls erwähnt.

## Auswirkungen der Selbstständigwerdung des Südsudan
Petronas Carigali Nile, ONGC Videsh Ltd und Nile Petroleum Corporation (Nilepet, die nationale Ölgesellschaft des Südsudan) unterzeichneten am 13. Januar 2012 eine Übergangsvereinbarung (Transition Agreement) mit der Regierung der Republic of South Sudan für die Fortführung ihrer Rechte zur Erdöl-Exploration und -Ausbeutung in Block 5A. Die Partner von Block 5A begründeten eine neue Betreibergesellschaft, die Sudd Petroleum Operating Company (SPOC), welche am 7. März 2012 in Mauritius ins Handelsregister eingetragen wurde. Der Block wird nun gemeinsam von allen Partnern betrieben.